# Cecil William Davies
Cecil William Davies (* 1918; † 2006) war ein englischer Anglist, Theaterleiter und Theaterhistoriker.

## Leben
Cecil William Davies studierte englische Sprache und Literatur am University College in London. 1940 erhielt er ein Diplom als Lehrer.
Seit 1941 leitete er die Adelphi Players in Langham, Essex (die Richard Ward gegründet hatte), sowie das Colchester Repertory Theatre, beides Wandertheater. Nach 1948 wurde er Direktor des Century Theatre in Bolton.
Später lehrte Davies an der University of Manchester englische Literatur  und erlangte dort 1989 den Grad eines Doctor of Philosophy  (Ph. D.).

## Publikationen
Cecil Davies verfasste einige kurze Theaterstücke, außerdem Darstellungen zur Berliner Volksbühnenbewegung und zu weiteren Themen.
Theaterstücke
- The night is far spent, a play in one act, London, International One-act Play Theatre [1972?]; Elgin, Ill.,  Performance Pub. Co. 1980.

Monographien
- Theatre for the people, the story of the Volksbühne, University of Texas Press, Austin, Texas 1977 Auszüge
- The Volksbühne movement,   a history, Amsterdam, Harwood Academic, Amsterdam 2000
- The Adelphi Players, : the theatre of persons, London, New York, Routledge, London, New York 2002.
- The plays of Ernst Toller, a revaluation, London, Routledge/Taylor & Francis Group, London, 2013.

Artikel
- Ernst Tollers Dramen als "Engagierte Literatur" betrachtet, 2002.